# Anmatyerre
Anmatyerre är ett pama-nyungansk språk som talas i Nordterritoriet, Australien. Enligt folkräkningen 2016 hade språket 636 talare.
Anmatyerre delas i två huvuddialekter (öst- och västanmatyerre) och anses vara hotat.
Språket skrivs med latinska alfabetet.